# بارت باتون
بارت باتون (بالإنجليزية: Bart Patton)‏ هو منتج أفلام ومخرج أمريكي، ولد في 11 يوليو 1939.

## وصلات خارجية
- بارت باتون على موقع IMDb (الإنجليزية)
- بارت باتون على موقع ألو سيني (الفرنسية)
- بارت باتون على موقع أول موفي (الإنجليزية)
- بارت باتون على موقع قاعدة بيانات الأفلام السويدية (السويدية)
- بارت باتون على موقع قاعدة بيانات الفيلم (الإنجليزية)
- بارت باتون على موقع كينوبويسك (الروسية)